# Hotel International
Hotel International (títol original en anglès The V.I.P.s) és una pel·lícula britànica, dirigida per Anthony Asquith, estrenada el 1963 i doblada al català

## Argument
Frances, l'esposa del magnat financer Paul Andros, es dirigeix a l'aeroport per començar les seves vacances a Jamaica. Paul té fama de convertir en diners tot el que toca, però no ha sabut guanyar-se l'amor de la seva dona. La boira cada vegada es fa més intensa a l'aeroport i els passatgers han d'esperar a la sala d'espera...

## Repartiment
- Elizabeth Taylor: Frances Andros
- Richard Burton: Paul Andros
- Louis Jourdan: Marc Champselle
- Margaret Rutherford: La duquessa de Brighton
- Rod Taylor: Les Mangrum
- Maggie Smith: Miss Mead
- Orson Welles: Max Buda
- Elsa Martinelli: Gloria Gritti
- Linda Christian: Miriam Marshall
- Dennis Price: Commander Millbank
- Michael Hordern: El director de l'aeroport
- Martin Miller: Schwutzbacher
- Robert Coote: John Coburn
- Ronald Fraser: Joslin
- Ray Austin (no surt als crèdits): El xofer de la Rolls

## Premis i nominacions

### Premis
- 1964 − Oscar a la millor actriu secundària per Margaret Rutherford
- 1964 − Globus d'Or a la millor actriu secundària per Margaret Rutherford

### Nominacions
- 1964 − BAFTA a la millor fotografia per Jack Hildyard
- 1964 − Globus d'Or a la millor actriu revelació per Maggie Smith

## Al voltant de la pel·lícula
Segons Rattigan, està basada en la verdadera història de l'actriu Vivien Leigh que va intentar deixar el seu marit i actor Laurence Olivier i se'n va anar volant amb el seu amant, l'actor Peter Finch, retardats per una boira a Heathrow.
Asquith va triar Sophia Loren pel paper d'Andros, recordant l'èxit de caixa de la pel·lícula romàntica The Millionairess  (1960) amb Sophia Loren en el paper principal. Tanmateix, Taylor, espantat per l'atracció que Loren tenia per Burton, va persuadia Asquith de renunciar-hi; "Deixa Sophia a Roma ", li va dir.
Stringer Davis, el marit de Rutherford apareix en un petit paper: Mr. Stringer, un cambrer d'hotel en una escena amb ella.
Raymond Austin, doble i amic de Burton, apareix a la pel·lícula com el xòfer d'Andros.
El presentador de televisió David Frost fa de periodista entrevistant els VIPs a l'aeroport.
Aquest era la primera vegada que l'actor australià Rod Taylor va interpretar un personatge australià en un film.